# Pławowice

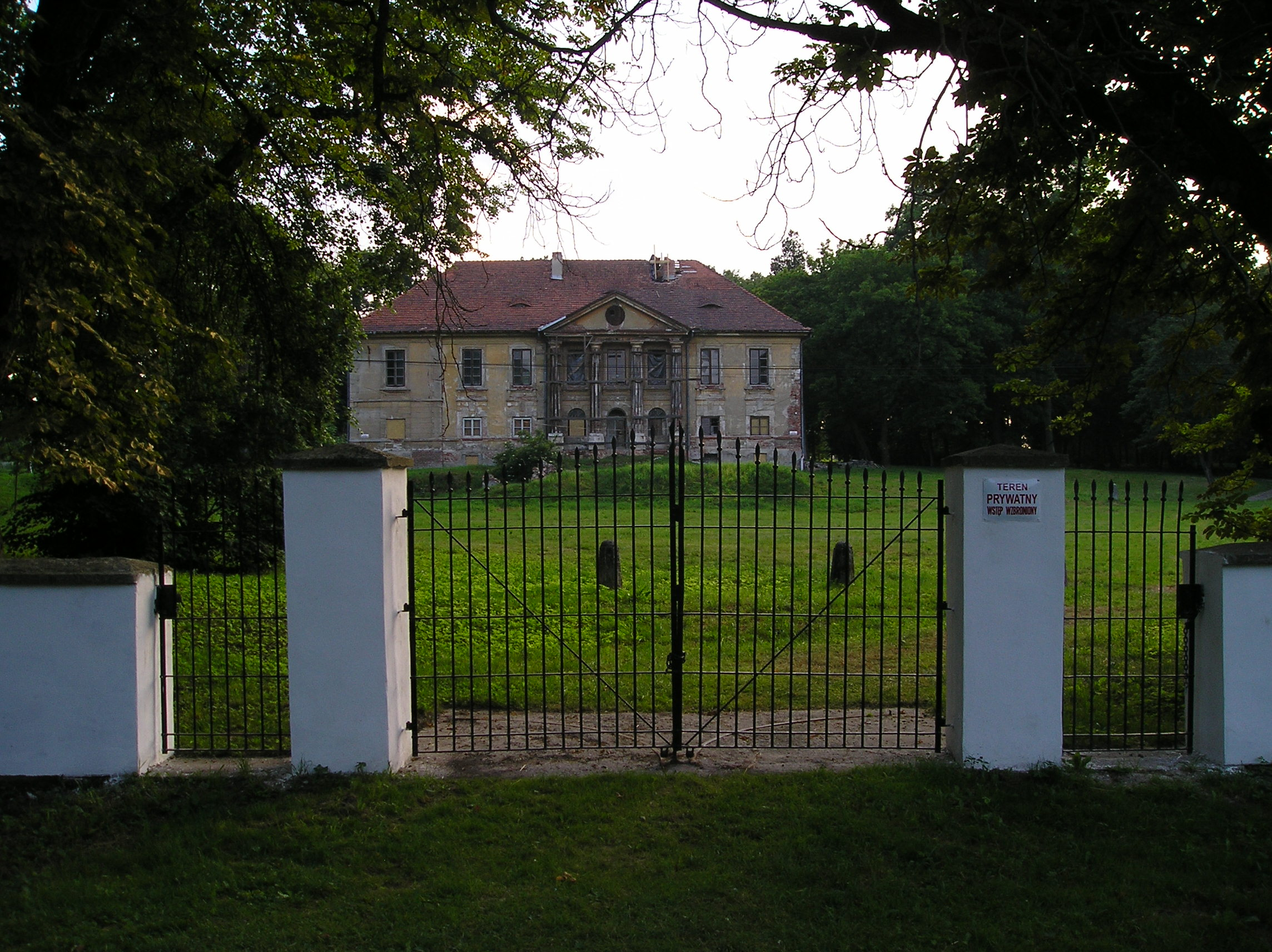
Pławowice năm 2006

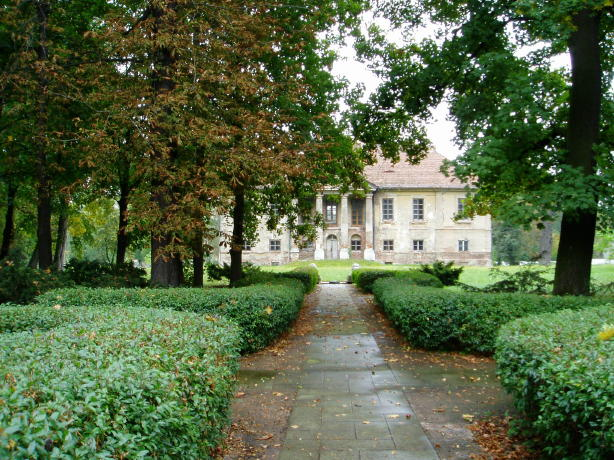
Pławowice năm 2004

Pławowice [pwavɔˈvit͡sɛ] là một ấp nằm trong Voivodeship của Małopolska và Quận Proszowice. Con sông Szreniawa chạy dọc theo Pławowice và thủ phủ Nowe Brzesko của nó và nằm cách xa 5 km theo hướng Kraków. Hiện tại dân số của nó là 270 người. Trong khi nó tương đối nhỏ và chỉ có một số ít ngôi nhà, ấp tự hào có một cung điện thế kỷ 19. Cung điện Pławowice hay 'Pałac Pławowice' có từ năm 1805 và nằm trong ranh giới của nó, một công viên cảnh quan và hồ nước rộng 15ha cũng như nhà nguyện riêng của nó, nơi tổ chức đại chúng cho đến ngày nay.

## Lịch sử
Các ấp đầu tiên được gọi là "Pławowicze" theo tài liệu sớm nhất được tìm thấy trong thế kỷ 13. Là một trong số ít các khu định cư ở vùng Nowe Brzesko hiếm hoi, đây là gia sản phong kiến của các gia đình quý tộc. Đến thế kỷ 16, nó được chuyển sang gia đình Lanckoroński sau đó nó lại đổi chủ cho gia đình Guteterów. Nó được ghi lại trong biên niên sử về thời gian Marcin Wadowita (còn được gọi là Wadovius hoặc Campius), một linh mục, nhà thần học và giáo sư người Ba Lan đã trích 3000 zlotys từ điền trang Pławowice của mình vào năm 1641 để đại diện với tư cách là một giáo sĩ của Đại học Jagiellonia Cho đến khi ông qua đời cùng năm đó. Ông được chôn trong Nhà thờ St Florian ở Kraków.
Bất động sản Pławowice tiếp tục thay đổi sự bảo trợ khi nó thuộc quyền sở hữu của gia đình Szembek vô cùng giàu có. Thật ra, Helena Szembekowa, người vào năm 1740 đã mang theo gia sản, thông qua cuộc hôn nhân với Stefan Benedykt Morstin, vào tay gia đình Morstin, một gia đình có nguồn gốc từ Đức đã di cư sang Ba Lan trong những năm trước. Dần dần và sau nhiều lần thay đổi tên từ Monderstern, Morstyn, Morsztyn và cuối cùng Morstin đã làm cho gia đình trở nên hoàn toàn ổn định ở quê hương mới. Khi người Morstin lần đầu tiên nhận được bất động sản của hồi môn này, trung tâm của nó là một ngôi nhà gỗ hoặc dwór. Các thế hệ Morstin kế tiếp rất quan tâm đến bất động sản mặc dù họ có thiên hướng về nghệ thuật và nhân văn. Cung điện tân cổ điển được tìm thấy ở đó ngày nay được khởi xướng bởi Ignacy Morstin, người đã ủy thác Jakub Kubicki để thực hiện dự án xây dựng. Nó được xây dựng để có hai tầng cũng như một hầm sâu trên một mặt bằng hình chữ nhật. Mặt phía tây và phía đông của cung điện có tám dãy cột Doric với các lối đi thẳng nhìn ra cả hai lối vào và trên đỉnh có hình tam giác. Toàn bộ cung điện được bao phủ bởi một mái nhà bốn tầng với những ống khói cao. Các cửa sổ tầng trệt nhỏ và vuông dễ thấy so với các cửa sổ cao và hình chữ nhật ở tầng một. Lý do cho điều này là trong khi tầng trệt là nơi của những người hầu và phòng làm việc ở tầng một phục vụ cho các chức năng xã hội.
Giữa cuối thế kỷ 19 đầu thế kỷ 20, các phần mở rộng bổ sung đã được lên kế hoạch để mở rộng cung điện. Trong khi khu vực phía nam của cung điện được xây dựng dựa trên một phần mở rộng tương tự như khu vực phía bắc đã bị bỏ rơi do gánh nặng tài chính do Chiến tranh thế giới thứ nhất gây ra.
Có hai người đáng chú ý có kết nối với Cung điện Pławowice: Ludwik Hieronim Morstin và Marian Bronisław Tomaszewski.